# Quod non est in actis non est in mundo
Quod non est in actis non est in mundo es una locución latina que se utiliza actualmente en el Derecho procesal de la mayoría de los países, y está enmarcado dentro de la garantía de las personas al debido proceso. El brocardo se traduce textualmente como «lo que no está en las actas, no está en el mundo»; y, en un sentido más interpretativo como «lo que no está en el expediente, no existe en el proceso».
La frase en latín, utilizada a menudo en los sistemas judiciales escritos, hace referencia a que lo actuado fuera de un proceso judicial y/o que no consta dentro del respectivo expediente, no debe ser considerado por el juzgador al momento de resolver o dictar sentencia. Cada una de las actuaciones judiciales, inspecciones, testimonios y versiones, peticiones de las partes, pericias, y los asuntos menores que aparecen durante el proceso, deberán constar en actas, informes, escritos, autos y demás que deberán agregarse cronológicamente al expediente; y, con base en ello el juzgador emitirá su decisión. 
- Datos: Q656359